# Еурином
Еурином (грч. Εὐρύνομος) је у грчкој митологији било име више личности.

## Етимологија
Име Еурином има значење „велики луталица“ или „распрострањено правило“.

## Митологија
- Еурином (чије је име можда било и Еуном, Еном, Архија или Хајрија) је био Архителов син. На једној гозби су му заповедили да полије Хераклу руке како би их опрао, али је дечак неспретно полио воду јунаку по ногама. Херакле се наљутио на њега и ударио га по увету јаче него што је мислио и убио га. Иако је то дечаков отац схватио као несрећан случај и опростио Хераклу, јунак је ипак одлучио да себе казни прогонством и са супругом Дејаниром и сином Хилом отишао у Трахин.[1]
- Био је дух или демон подземног света, који је изазивао труљење лешева, односно који је скидао месо са костију мртвих. Вероватно је био повезан са створењима која се иначе хране лешевима, попут мува, црва и лешинара. Иако његови родитељи нигде нису били наведени, претпоставља се да су то били Ереб и Никс. Био је замишљан као створење црноплаве коже са огртачем од крзна лешинара. Паусанија је извештавао да га је Полигнот приказао на лесхи на Делфима са црноплавим теном, како седи на кожи лешинара и показује своје зубе.[2]
- Према Диодору, био је Орсиномин отац.[3]
- Био је један од учесника тројанског рата, Тројанац, кога је убио Ајант.[4]
- У Овидијевим „Метаморфозама“, један од кентаура, који се борио на Пиритојевој свадби и кога је убио Дријант.[5]
- Као једног од Пенелопиних просилаца га помињу и Аполодор и Хомер. Био је син богатог и мудрог старешине Итаке, Египтија. Еуриномов брат је отпловио заједно са Одисејем, Пенелопиним мужем, у рат у Троју, али га је при повратку убио киклоп Полифем.[6]

## Биологија
Латинско име ових личности (Eurynomus) је назив за род инсеката риличара.